# Liste der Monuments historiques in Saint-Père-Marc-en-Poulet
Die Liste der Monuments historiques in Saint-Père-Marc-en-Poulet führt die Monuments historiques in der französischen Gemeinde Saint-Père-Marc-en-Poulet auf.

## Liste der Bauwerke
| Bezeichnung                   | Beschreibung | Standort                | Kennzeichnung | Schutzstatus | Datum | Bild           |
| ----------------------------- | ------------ | ----------------------- | ------------- | ------------ | ----- | -------------- |
| Mühle von Beauchet            |              | (Lage)                  | PA00090878    | Inscrit      | 1986  | weitere Bilder |
| Malouinière de Launay-Ravilly | Landhaus     | (Lage)                  | PA00132552    | Inscrit      | 1994  |                |
| Schloss                       |              | Place du Martray (Lage) | PA00090971    | Classé       | 1992  |                |

## Liste der Objekte

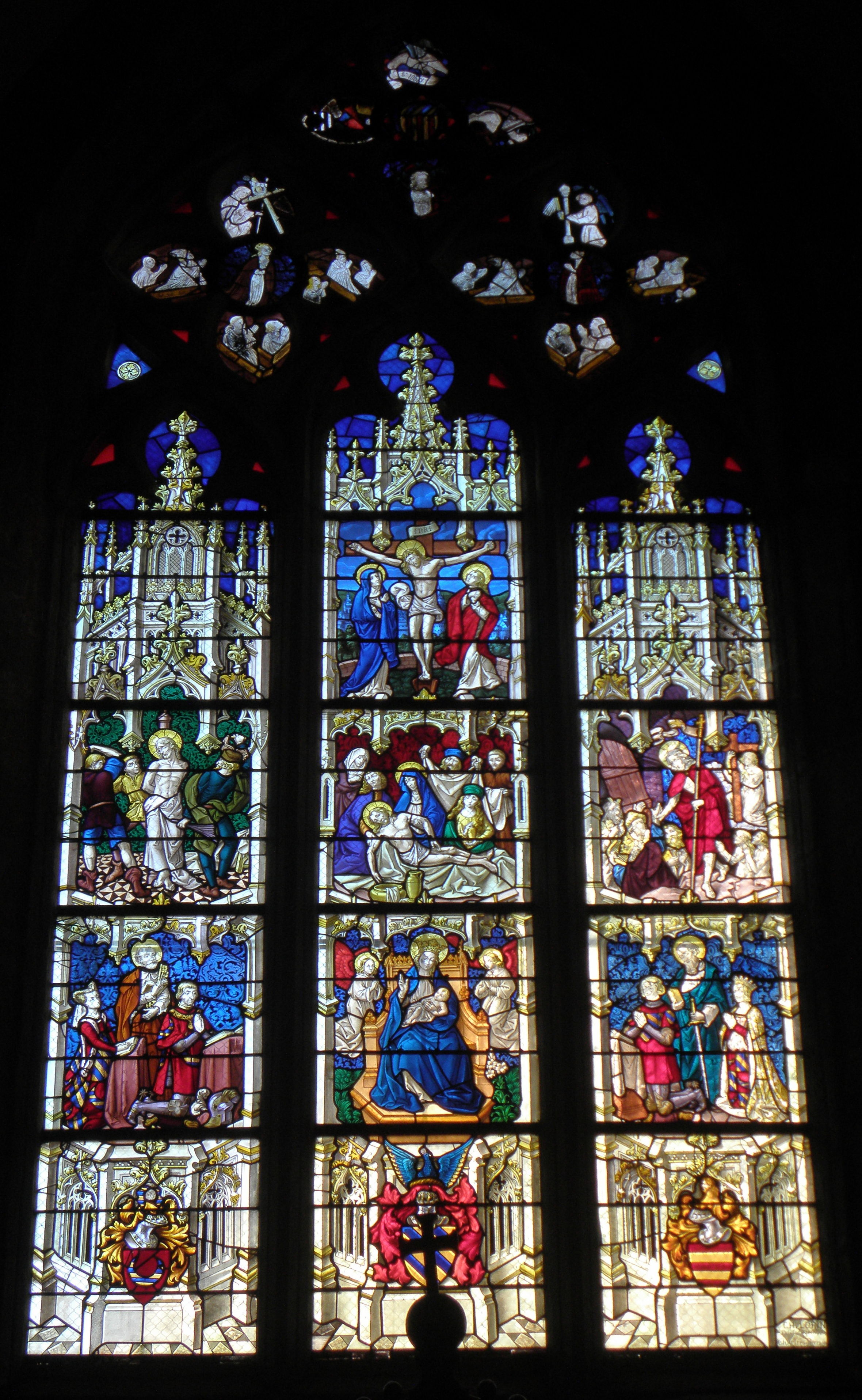
Passionsfenster in Saint-Père-Marc-en-Poulet

Siehe auch: Passionsfenster aus dem 14. Jahrhundert
- Monuments historiques (Objekte) in Saint-Père-Marc-en-Poulet in der Base Palissy des französischen Kultusministeriums